# Azara uruguayensis
La azara (Azara uruguayensis) es una especie de árboles de la familia Salicaceae. Es endémica de Brasil, Argentina y Uruguay. 
Esá amenazada por pérdida de hábitat. Archivado el 6 de julio de 2007 en Wayback Machine.

## Descripción
Es un arbusto de 2-3 m de altura (raramente 6 m), ramifica desparejo; tronco delgado, inerme, corteza canela, lisa, follaje siempreverde, persistente, verdoso oscuro; hojas simples, alternas, glabras, haz más oscuro, envés claro, elípticas lanceloadas, y algunos dientes en el ápice, coriáceas, de 5-11 cm de largo, y en la base de cada hoja hay estípulas reniformes, grandes, enteras o dentadas. Flores apétalas, amarillentas, en racimos axilares. Florece en primavera. Fruto baya globosa, de 4-7 mm de diámetro, rojizo, y varias semillas interrnamente. 

## Taxonomía
Azara uruguayensis fue descrita por (Speg.) Sleumer y publicado en Lilloa; Revista de Botánica 23: 247, en el año 1950.
Etimología
Azara fue nombrada en honor al científico español José Nicolás de Azara.
Azara uruguayensis, epíteto que se refiere a su localización geográfica en Uruguay.
Sinonimia
- Arechavaletaia uruguayensis basónimoSpeg. 1899[2]

Nombre común
- Castellano: azara.